# Svjetska baština u Indiji
Kronološki popis svjetske baštine u Indiji po godini upisa na UNESCO-ovu listu:
1. 1983. - Špiljski hramovi u Ajanti
2. 1983. - Hramovi i samostani u Ellori, isklesani u stijenama
3. 1983. - Utvrda Agra
4. 1983. - Taj Mahal
5. 1984. - Hram sunca u Konarku
6. 1985. - Hramski kompleks u Mahabalipuram
7. 1985. - Nacionalni park Kaziranga
8. 1985. - Nacionalni park Manas
9. 1985. - Nacionalni park Keoladeo
10. 1986. - Crkve i samostani u Velha Goi
11. 1986. - Hramski kompleks Khajurahoa
12. 1986. - Hramski kompleks Hampija
13. 1986. - Grad mogula Fatehpur Sikri
14. 1987. - Hramski kompleks Pattadakal
15. 1987. - Špilje Elephante
16. 1987. - Veliki hramovi dinastije Chola: Brihadisvara u Thanjavuru
17. 1987. - Nacionalni park Sundarbans, najveći ekosustav mangrova na svijetu, dijeli ga s Bangladešom
18. 1988. - Nacionalni park Nanda Devi
19. 1989. - Budističko svetište kod Sanchija
20. 1993. - Humajunova grobnica u Delhiju
21. 1993. - Kutab minaret s džamijom i grobnicama u Delhiju
22. 1999. - Indijske planinske pruge
23. 2002. - Svetište Mahabodhi u Bodhgayi
24. 2003. - Spilje Bhimbetka
25. 2004. - Arheološki park Champaner-Pavagadh
26. 2004. - Chhatrapati Shivaji Terminus u Mumbaiju
27. 2007. - Crvena palača u Delhiju
28. 2010. - Jantar Mantar u Jaipuru
29. 2012. - Zapadni Gati
30. 2013. - Rajasthanske brdske utvrde
31. 2014. - Rani-ki-Vav (Kraljičin stepenasti bunar) u Patanu, Gujarat
32. 2014. - Nacionalni park Velikih Himalaja
33. 2016. - Arhitektonska djela Le Corbusiera
34. 2016. - Nacionalni park Khangchendzonga
35. 2017. - Povijesni grad Ahmadabad
36. 2018. - Viktorijanski i art deco Mumbai
37. 2019. - Grad Jaipur, Rajastan
38. 2021. - Kakatiyanski hram Ramappa (Rudreshwara), Telangana
39. 2021. - Harapanski grad Dholavira
40. 2023. - Svetišta kraljevstva Hoysala (Chennakeshava hram u Beluru, Hoysaleswara i Chennakeshava hram u Somanathapuri)
41. 2023. - Santiniketan
42. 2024. - Moidami, grobni humci dinastije Ahom
43. 2025. - Marathski vojni krajolik Indije

## Popis predložene svjetske baštine Indije
1. 1998. - Hramovi Bishnupura
2. 1998. - Palača Mattancherry
3. 1998. - Spomenici Mandua
4. 1998. - Stara budistička mjesta u Sarnathu
5. 2004. - Harimandir Sahib („Zlatni hram”) u Amritsaru
6. 2004. - Otok Majuli na rijeci Brahmaputra
7. 2006. - Nacionalni park Namdapha
8. 2006. - Indijski rezervat divljih magaraca
9. 2009. - Zaštićeno područje Bhitarkanika
10. 2009. - Nacionalni park doline Neora
11. 2009. - Nacionalni park pustinje Thar
12. 2010. - Mogulski parkovi Kašmira
13. 2010. - Indijski dio puta svile
14. 2011. - Spomenici sultanata Golkonda u Hyderabadu
15. 2012. - Delhi
16. 2014. - Kulturni krajolik naroda Apatani
17. 2014. - Arheološki ostaci Lothala
18. 2014. - Lotusov hram u New Delhiju
19. 2014. - Ćelijski zatvor na Andamanima
20. 2014. - Chettinad, skupine sela tamilskih trgovaca
21. 2014. - Jezero Chilika
22. 2014. - Spomenici i utvrde dekanskog sultanata Bijapur
23. 2014. - Ekamra Kshetra – Grad hramova Bhubaneswar
24. 2014. - Indijska važna mjesta tkanja sarova
25. 2014. - Palača Padmanabhapuram
26. 2014. - Spomenici otočnog grada Srirangapatna
27. 2014. - Otok Narcondam
28. 2014. - Neolitičko naselje Burzahom
29. 2014. - Utvrđeno selo Thembang
30. 2014. - Mjesta indijskog nenasilnog otpora za oslobođenje (satyagraha)
31. 2014. - Hram Sri Ranganathaswamy, Srirangam
32. 2014. - Indijske planinske pruge, proširenje na pruge brda Matheran, Maharashtre i doline Kangra
33. 2015. - Veliki put trupaca
34. 2015. - Evolucija arhitekture indijskog hrama, Badami-Čalukja arhitektura
35. 2015. - Indijski kulturni krajolik hladne pustinje, Ladakh
36. 2026. - Zaštićeno područje Keibul Lamjao
37. 2018. - Zaštićeno područje Garo Hills (GHCA)
38. 2019. - Povijesni kompleksi Orchha
39. 2021. - Ikonička riječna obala povijesnog grada Varanasija
40. 2021. - Hramovi Kanchipurama
41. 2021. - Hire Benkal, nalazište megalita
42. 2021. - Bhedaghat-Lametaghat u dolini Narmada
43. 2021. - Rezervat tigrova Satpura
44. 2022. - Geoglifi regije Konkan u Indiji
45. 2022. - Jingkieng jri: kulturni krajolik mostova živog korijenja
46. 2022. - Hram Sri Veerabhadra i monolitski bik (Nandi), Lepakshi (Umjetnička tradicija kiparstva i slikarstva Vijayanagara)
47. 2022. - Sunčev hram, Modhera i pripadajući spomenici
48. 2022. - Skulpture u stijenama i reljefi Unakotija
49. 2022. - Vadnagar, višeslojno povijesno naselje u Gujaratu
50. 2024. - Serija obalnih utvrda obale Konkan, Maharashtra
51. 2024. - Utvrda Gwalior, Madhya Pradesh
52. 2024. - Khooni Bhandara, Burhanpur
53. 2024. - Umjetnost u stijenama doline Chambal
54. 2024. - Hram Bhojeshwar Mahadev, Bhojpur
55. 2024. - Spomenici Gonda u Ramnagaru, Mandla
56. 2024. - Povijesni kompleks Dhamnara
57. 2025. - Nacionalni park doline Kanger
58. 2025. - Megalitski menhiri Mudumala
59. 2025. - Serija Ašokanskih edikata duž Maurjanskih ruta
60. 2025. - Serija hramova Chausath Yogini
61. 2025. - Serija Gupta hramova sjeverne Indije
62. 2025. - Utvrđena palača Bundelasa
63. 2025. - Park fosila Salkhan, Sonbhadra

## Poveznice
- Popis mjesta svjetske baštine u Aziji